# Duffesheide

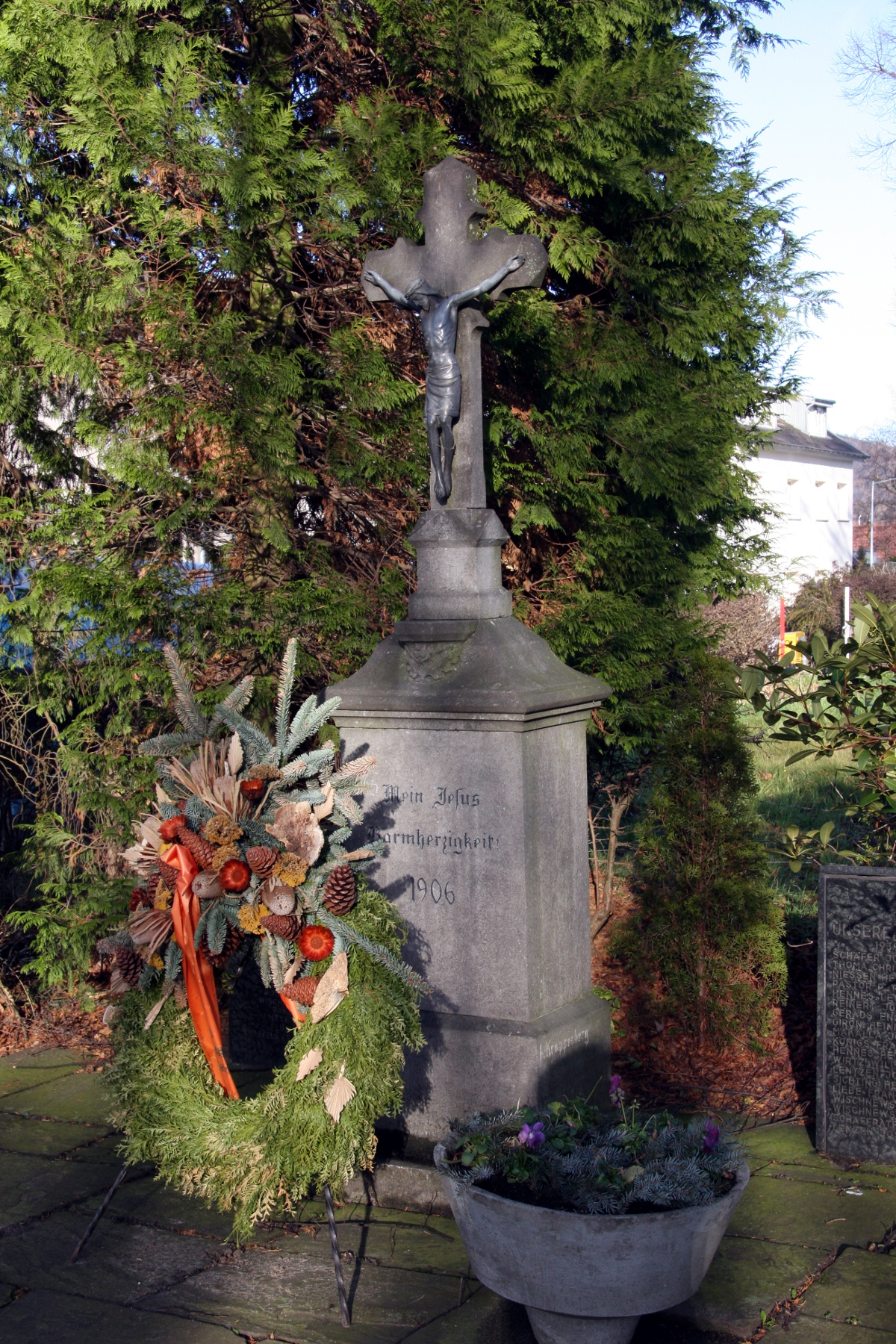
Wegekreuz Duffesheider Weg

Duffesheide ist ein südwestlicher Stadtteil von Alsdorf in der Städteregion Aachen nahe der Kommunalgrenze zu Würselen und Herzogenrath. Im Norden liegt der Alsdorfer Stadtteil Zopp, im Osten Ofden. Der Stadtteil besteht nur aus wenigen Straßen und wenig Bebauung. Zu ihm gehören außerdem die Viertel Radsberg und Reifeld.

## Geschichte
Bis zur kommunalen Neugliederung, die am 1. Januar 1972 in Kraft trat, gehörten Duffesheide, Radsberg und Reifeld zur Gemeinde Bardenberg. Alte Bezeichnungen sind „Douffesheidt“ und „Daubenheydt“.
Zwischen Duffesheide und Bardenberg lag der Schacht „Gemeinschaft“ vom Eschweiler Bergwerksverein EBV. Ursprünglich war geplant, den Schacht als komplettes Bergwerk in Betrieb zu nehmen. Jedoch kam vorher, im Jahre 1907, die Fusion des EBV mit der „Vereinigungsgesellschaft für Steinkohlenbau im Wurmrevier“ zustande. Daher wurde der Schacht nur als Wetterschacht der Grube Anna genutzt. Der bereits errichtete Bahndamm für den Schienenanschluss der Grube hatte somit seinen Sinn verloren.

## Verkehr
Die nächsten Anschlussstellen sind „Alsdorf“ und „Broichweiden“ auf der A 44 sowie „Würselen“ auf der A 4. Die nächsten Euregiobahnhaltestellen ist „Alsdorf-Annapark“. Die nächsten Fernverkehrsbahnhöfe sind „Herzogenrath“ an der Strecke Aachen–Geilenkirchen–Mönchengladbach und „Eschweiler Hbf“ an der Strecke Aachen–Düren–Köln.
Die AVV-Buslinien 59 und AL5 der ASEAG (betrieben durch den Subunternehmer Taeter Aachen) verbinden Duffesheide mit Alsdorf Mitte und Bardenberg. Beide Linien fahren allerdings nur wenige Male und nur an Schultagen (AL5) bzw. nur zwei Mal täglich als Anruftaxi (59). Die nächste wirklich frequentierte Haltestelle ist Überheide an der B57, ca. 500 m außerhalb des Dorfes, wo die Linie 51 in dichtem Takt nach Aachen bzw. Baesweiler fährt.
| Linie | Verlauf                                                            |
| ----- | ------------------------------------------------------------------ |
| 59    | (Bedarfsverkehr) Reifeld – Duffesheide – Bardenberg Krankenhaus    |
| AL5   | Duffesheide – (Reifeld →) Ofden – (Kellersberg –) Alsdorf-Annapark |